# Liliana Laine
Pour les articles homonymes, voir Laine (homonymie).
Liliana Laine, connue aussi sous le nom de Liliane Layné, née en 1923 à Vitry-le-François, mort, 1999 est une actrice française active en Italie dans les années 1940.

## Biographie
Liliana Laine est née à Vitry-le-François en 1923. Elle débute à Paris à l'âge de dix neuf ans dans le film Feu sacré de Maurice Cloche. Elle déménage à Turin où elle tourne le film La Prigione de Ferruccio Cerio dans les studios de la FERT, c'est le premier des treize films italiens que l'actrice tourne au cours de sa brève carrière qui s'achève en 1948 en jouant un rôle secondaire dans I contrabbandieri del mare de Roberto Bianchi Montero.
Elle meurt en 1999.

## Filmographie partielle
- 1942 : Feu sacré de Maurice Cloche
- 1944 : La prigione, regia di Ferruccio Cerio (1944)
- 1945 : 
  - Fuga nella tempesta de Ignazio Ferronetti
  - Carmen de Christian-Jaque
  - La freccia nel fianco de  Alberto Lattuada et Mario Costa (non crédité)
  - Il sole di Montecassino de Giuseppe Maria Scotese
  - Lo sbaglio di essere vivo de Carlo Ludovico Bragaglia
  - Che distinta famiglia! de Mario Bonnard
- 1946 :  Le modelle di via Margutta
- 1947 : 
  - Confession dans la nuit (Titre original :Vanità) de Giorgio Pastina
  - Le Passeur  (Titre original :Il passatore de Duilio Coletti
  - Il segreto di Don Giovanni de Camillo Mastrocinque
- 1948 : I contrabbandieri del mare de Roberto Bianchi Montero.